# 비트로커
비트로커(BitLocker)는 마이크로소프트 윈도우 비스타, 윈도우 서버 2008, 윈도우 7, 윈도우 8, 윈도우 8.1, 윈도우 10, 윈도우 11 운영 체제에 포함된 완전한 디스크 암호화 기능이다. 볼륨 전체에 암호화를 제공함으로써 자료를 보호하도록 설계되어 있다. 기본적으로 이것은 128비트 키의 CBC 모드에서 AES 암호화 알고리즘을 사용한다.
비트로커는 윈도우 7, 윈도우 비스타의 엔터프라이즈, 얼티밋 에디션에서만 사용할 수 있다. 2006 WinHEC에서,
마이크로소프트는 운영 체제 볼륨 보호 기능뿐 아니라 비트로커 보호 데이터 볼륨을 지원하는 윈도우 서버 2008의 프리뷰 버전(preview version)을 시연하였다.
윈도우 7과 윈도우 서버 2008 R2에 도입된 최신 버전의 비트로커는 이동식 드라이브를 암호화는 기능을 추가하였다.

## 개요
비트로커는 세 가지 운영 방식을 제공한다. 다음의 두 방식을 사용하기 위해서는 버전 1.2 이상의 신뢰 플랫폼 모듈(TPM)이라는 암호화 하드웨어 칩과, 이와 호환되는 바이오스가 필요하다.
- 투명 운영 방식: 이 방식은 TPM 1.2 하드웨어의 기능을 이용함으로써 투명한 사용자 경험을 제공한다. 투명한 사용자 경험이란, 사용자가 비트로커의 사용 여부를 의식하지 않고 일반적인 방법으로 컴퓨터를 켜고 윈도우에 로그인하여 사용할 수 있도록 하는 것이다. 디스크 암호화에 쓰이는 키는 TPM 칩이 암호화하여 관리하며, 초기 시동 파일들이 변조되지 않은 경우에 한하여 운영체제를 불러오는 코드만 이 키를 열람할 수 있다. 이를 위해서 비트로커는 운영체제가 구동되기 전에 신뢰도 측정을 위한 정적 루트를 설정한다. 이 방법은 신뢰 컴퓨팅 그룹(Trusted Computing Group)에서 정의하는 방법이다. 투명 운영 방식은 콜드 부팅 공격에 취약하다.
- 사용자 인증 방식: 이 방식은 운영체제가 시작되기 전에 사용자가 인증 정보(비밀번호 등)를 입력하는 것이다.

마지막 방식은 TPM 칩이 필요 없다.
- USB 키: 보호된 운영체제를 시작하기 위해서 사용자는 시작 키가 포함된 USB 장치를 컴퓨터에 연결해야 한다. 이 방식을 사용하려면 보호된 컴퓨터의 바이오스가 운영체제 시작 전에 USB 장치를 읽을 수 있어야 한다.

## 운영
비트로커 드라이브 암호화는 논리 볼륨 암호화 시스템이다. 볼륨은 완전한 드라이브일 수도 있고 아닐 수도 있으며, 또는 하나 이상의 드라이브일 수도 있다. 내장 명령 줄 도구를 사용하여, 비트로커는 시동 볼륨 이상으로 암호화하는 데에 사용할 수 있지만 추가적인 볼륨은 GUI를 사용하여 암호화하지 못한다. 차세대 윈도우 버전 (이를테면 윈도우 서버 2008)은 GUI를 통한 추가적인 볼륨 암호화를 지원할 것으로 예측된다. 또한 TPM/비트로커를 사용하면 오프라인 물리 공격, 시동 섹터 악성 코드 등을 막기 위해 신뢰 시동 경로(이를테면 바이오스, 시동 섹터 등)의 통합을 보증한다.
비트로커를 운영하기 위해, 하드 디스크는 적어도 두 개의 NTFS로 포맷된 볼륨을 요구한다.
- 하나의 하드 디스크: 적어도 1.5 기가바이트의 공간이 있는 시스템 볼륨으로 이 곳에서 운영 체제가 시동된다.
- 나머지 하나의 하드 디스크: 시동 볼륨으로 윈도우 비스타를 포함한다.

시스템 볼륨 비트로커는 암호화되지 않은 상태로 설치되기 때문에 중요한 정보를 저장하는 데에 사용해서는 안 된다. 이전 버전의 윈도우와는 달리, 비스타의 diskpart 명령 줄 도구는 NTFS 볼륨의 크기를 줄이는 기능을 포함하고 있다. 그럼으로써 비트로커를 위한 시스템 볼륨을 만들 수 있다.
운영 체제 볼륨만이 현재의 그래픽 사용자 인터페이스를 사용하여 암호화될 수 있다. 그러나 추가적인 볼륨은 NTFS 파티션에 대한 실시간 데이터 암호화를 위한 권장되는 솔루션인 암호화 파일 시스템을 사용하여 암호화할 수 있다. 운영 체제 커널이 불러지면 비트로커 보호가 효과적으로 종료되기 때문에 비트로커뿐 아니라 암호화 파일 시스템도 사용하면 좋다.
도메인 환경에서 비트로커는 액티브 디렉터리에 일시 보관하는 키를 지원한다. 또한 기능의 원격 관리를 위해 WMI 인터페이스도 지원한다. WMI 인터페이스 사용에 대한 예는 명령 줄에서 비트로커를 관리하고 설정하는 데에 사용되는 manage-bde.wsf 스크립트(비스타의 경우 \%Windir\System32에 있음)이다.

## 보안에 관한 우려
마이크로소프트 사이트에 따르면 비트로커에는 백도어가 없다. 따라서 공권력 등이 비트로커로 암호화된 드라이브의 데이터를 확보할 수 있는 확실한 방법은 없다. 2006년에 영국 내무성은 백도어의 부재에 대한 우려를 표했고, 백도어 구현을 놓고 마이크로소프트측과 논의를 했다. 그러나 마이크로소프트의 개발자 닐스 퍼거슨과 마이크로소프트의 대변인 등은 그러한 요구를 들어줄 생각이 없다고 밝혔다. 또한 마이크로소프트의 여러 기술자들에 따르면 FBI가 수차례의 회의에서 비트로커에 백도어를 구현하도록 압력을 넣었다고 한다. 그러나 이와 관련된 공식적인 요청이나 문서는 남아 있지 않다.
2007년 6월 마이크로소프트 테크넷 잡지에 출판된 "비트로커 드라이브 암호화로 데이터를 보호하는 키"("Keys to Protecting Data with BitLocker Drive Encryption")라는 글에 따르면,

비트로커의 "투명 운영 방식"과 "사용자 인증 방식"은 TPM 하드웨어를 사용하여 바이오스와 MBR을 포함한 사전 설치 시동 환경에 인증되지 않은 변경 사항이 있는지를 검사한다고 한다.
인증되지 않은 변경 사항이 발견되면, 비트로커는 USB 장치의 복구 키를 제공하거나 복구 암호를 입력할 것을 요구한다. 이러한 암호화 방법 가운데 어떠한 것이든 볼륨 마스터 키의 암호를 푸는 데 사용되며, 시동 프로세스를 계속할 수 있게 한다.
비트로커와 같은 소프트웨어 암호화 시스템의 어떠한 암호화와 관련하여, 암호화 키/암호 입력 프로세스를 운영 체제 설치나 다른 시동 관리자를 통해 속이기도 한다. 이 경우 VMK의 암호를 푸는 데 사용할 수 있고 이로써 사용자의 비트로커가 암호화한 하드 디스크에 대한 정보를 수정하거나 암호를 푸는 것을 허용한다.
그러나 컴퓨터의 바이오스를 "내부 하드 디스크로만 시동"하도록 설정하고, 남이 알아내기 어려운 암호로 바이오스를 보호하면 이러한 위험성을 낮출 수 있다. 다만 누군가가 컴퓨터 메인보드의 CMOS 배터리를 방전시키거나 바이오스 초기화 점퍼를 사용하여 바이오스를 초기화할 경우에는 이러한 위험성은 되살아난다.

## 같이 보기
- 디스크 암호화
- 완전한 디스크 암호화
- 디스크 암호화 소프트웨어
- 윈도우 비스타의 새로운 기능
- 비스타 입출력 기술